# Computerskak
Computerskak eller ideen om at bygge skakspillende maskiner er gammel. Både i 1700- og 1800-tallet blev der bygget maskiner, som dog viste sig at være svindelnumre. Skak er så kompliceret, at det først er med digitaliseringens tidsalder, at man har kunnet lave computerprogrammer, der kan håndtere et helt parti. De første af slagsen dukkede op i 1958.
I dag regnes de bedste skakprogrammer for at være stærkere end selv de stærkeste skakspillende mennesker, noget der er sket inden for de seneste år.

## Computerskakkens kronologi
- 1769 Wolfgang von Kempelen bygger "Skaktyrken", som foregiver at være en skakspillende maskine, men er et svindelnummer med en spiller inden i maskinen.
- 1868 Charles Hooper præsenterer Ajeeb – en maskine efter samme princip.
- 1912 Leonardo Torres y Quevedo bygger El Ajedrecista, en analog computer, som kan spille slutspil med konge og tårn mod konge.
- 1948 Norbert Wieners bog Cybernetics or Control and Communication in the Animal and the Machine beskriver bl.a. hvordan man kan udvikle et skakprogram ved et bruge en Minimax algoritme med en evalueringsfunktion.
- 1950 Claude Shannon offentliggør Programming a Computer for Playing Chess, en af de første videnskabelige artikler om computerskakproblemet.
- 1951 Alan Turing udvikler på papir det første program, der er i stand til at spille et helt parti skak.[1][2]
- 1952 Dietrich Prinz udvikler et program, der er i stand til at løse skakproblemer.
- 1956 Los Alamos chess er det første program, der kan spille et skaklignende spil. Det er udviklet af Paul Stein og Mark Wells til MANIAC I computeren.
- 1956 John McCarthy opfinder alpha-beta søgealgoritmen.
- 1958 Det første skakprogram til at anvende alpha-beta søgealgoritimen bliver NSS.
- 1958 To programmer der kan spille et helt parti skak bliver udviklet; et af Alex Bernstein og et af russiske programmører der bruger en BESM (en russisk mainframecomputer).
- 1962 Kotok-McCarthy, det første program der spiller et troværdigt parti skak, offentliggøres på MIT
- 1966-1967 Institut for Teoretisk og Eksperimentel Fysik i Moskvas skakprogram slår Kotok-McCarthy fra Stanford University i en match, der afvikles over telegraf i løbet af ni måneder. Det er det første parti mellem to skakprogrammer.
- 1967 MacHack, udviklet af Richard Greenblatt m.fl., indfører transpositionstabeller (dvs. lagring af allerede analyserede stillinger inkl. vurdering af stillingen), og bliver det første program, der slå et menneske i turneringsspil.
- 1970 Det første nordamerikanske computerskakmesterskab, ACM North American Computer Chess Championships, afholdes.
- 1974 Kaissa vinder det første verdensmesterskab i skak for computere, World Computer Chess Championship.
- 1977 CHESS CHALLENGER bliver den første skakspillende mikrocomputer.
- 1977 International Computer Chess Association (ICCA) bliver stiftet.
- 1977 Chess 4.6 bliver den første computer, som får succes i en større turnering..
- 1980 Det første verdensmesterskab for mikrocomputere afvikles (World Microcomputer Chess Championship).
- 1980 Fredkin Prize, en pris for udvikling af skakprogrammer, indstiftes.
- 1981 Cray Blitz vinder delstatsmesterskabet for Mississippi uden tab af point i fem runder og med en præstationsrating på 2258. Undervejs – i runde fire – slår den en spiller af amerikansk mesterstyrke (kræver 2200 i rating) som den første computer i en turnering. Cray Blitz er også den første computer der opnår rating i mesterkategorien.
- 1982 Ken Thompsons skakcomputer Belle, som vandt computer-vm i 1980, opnår titlen "US master".
- 1988 HiTech, som er udviklet af Hans Berliner og Carl Ebeling, vinder 3,5-0,5 i en match mod GM Arnold Denker.
- 1988 Deep Thought deler førstepladsen i Software Toolworks Championship med GM Tony Miles og ender foran bl.a. tidligere verdensmester Mikhail Tal og adskillige stormestre heriblandt Samuel Reshevsky, Walter Browne, Ernst Gruenfeld og Mikhail Gurevich. Danske Bent Larsen bliver den første stormester til at tabe et parti til en computer i en turnering. Med en præstationsrating på 2745 (ifølge det amerikanske skakforbund, United States Chess Federations skala) får Deep Thought den hidtil højeste rating for en computer.
- 1989 Deep Thought taber to opvisningskampe til den regerende verdensmeste Garri Kasparov.
- 1992 Gideon 3.1 bliver den første mikrocomputer til at vinde computernes skak-vm foran bl.a. mainframes, supercomputere og specialhardware.
- 1997 Deep Blue besejrer Garri Kasparov med 3,5-2,5 (se http://chess.ibm.com Arkiveret 29. april 1999 hos  Wayback Machine).
- 2002 Vladimir Kramnik og Deep Fritz spiller uafgjort i en ottepartiers match.
- 2003 Kasparov og Deep Junior spiller uafgjort i en sekspartiers match.
- 2003 Kasparov og X3D Fritz spiller uafgjort i en firepartiers match.
- 2005 Hydra slår GM Michael Adams 5,5-0,5.
- 2005 Hydra, Deep Junior og Fritz, slår et stærkt hold af stormestre, Veselin Topalov, Ruslan Ponomariov og Sergej Karjakin, med 8,5-3,5.
- 2006 Deep Fritz slår den regerende verdensmester Vladimir Kramnik.